# Всеукраинская чрезвычайная комиссия по ликвидации неграмотности
Всеукраинская чрезвычайная комиссия по ликвидации неграмотности (укр. Всеукраїнська надзвичайна комісія з ліквідації неписьменності; ВУНКЛН, «ВСЕУКРГРАМЧЕКА») — специальный орган, созданный при Наркомпросе УССР, совершавший государственное руководство работой по ликвидации неграмотности.
Основана по постановлению Совнаркома УССР от 21 мая 1921 и первоначально состояла из 5 человек. При ВУНКЛНе создано постоянное совещание из представителей ЦК КП (б) У, женского отдела ЦК комсомола и Южного бюро Всесоюзного центрального совета профсоюзов (ВЦСПС). Возглавил комиссию председатель ВУЦИК Г. И. Петровский. Существовала 9 лет. При всех местных отделениях народного образования были созданы местные чрезвычайные комиссии по борьбе с неграмотностью. В сферу деятельности ВУНКЛНа входило руководство всей работой по ликвидации неграмотности и малограмотности на территории УССР; создание сети ликбезов (учреждения по ликвидации неграмотности) и школ для малограмотных; руководство подготовкой и переподготовкой работников, занимавшихся ликвидацией неграмотности; создание фондов ликбеза, издание программ, букварей и книг для малограмотных. На начальном этапе издательская работа проводилась слабо, в частности, в 1922 году издано только 2,2 тыс. экземпляров учебно-методической литературы, тогда как более 100 тыс. экземпляров было получено из РСФСР. ВУНКЛН также координировала деятельность лиц, принимавших участие в ликвидации неграмотности, вела учёт неграмотных и малограмотных, организовывала проведение культурных походов. Сотрудничала с местными органами власти, обществом «Долой неграмотность», профсоюзами, комсомолом, армейскими организациями. В 1930 году комиссия была ликвидирована.